# Francisco Caudet
Francisco Caudet Roca (Alcalá de Chivert, Castellón, 1942 - Madrid, 18 de octubre de 2021) fue un ensayista literario, profesor universitario español, catedrático en distintas universidades de España y América. Premio Humboldt en Humanidades en 1996. En 2001 dirigió el Instituto Cervantes de Chicago.

## Biografía
A lo largo de su vida académica Caudet ha centrado su investigación el fenómeno literario del Realismo y el Naturalismo de finales del siglo XIX, y en los campos de la cultura del exilio de 1939 y de la historia intelectual española del siglo XX. Como catedrático de Literatura Española ha ejercido en la Universidad Estatal de Los Ángeles y en la cátedra Eulalio Ferrer del Colegio de México (1992), además de en la Universidad Autónoma de Madrid. En 1996, recibió el Premio Alexander von Humboldt de Investigación en Humanidades.
Ha sido 'Profesor Visitante', en varias universidades de Europa –Inglaterra (Nottingham, Sheffield), Francia (Aix-en-Provence), Suiza (Neuchâtel), Alemania (Gotinga, Tubinga, Marburgo)–, en Sudamérica –Argentina (Buenos Aires, La Plata)– y en Estados Unidos – California State University de Los Ángeles; Duke, Stanford, Johns Hopkins, USC–, en cuya Universidad de Sheffield, recibió el título de De Velling Willis Visiting Professor en (1994).

## Obra
Sobre el mencionado fenómeno de la novela naturalista del siglo XIX y XX ha publicado Zola, Galdós, Clarín. El naturalismo en Francia y España (1995), El parto de la modernidad. La novela española de los siglos XIX-XX (2002), Clío y la mágica péñola (2010), Tríptico galdosiano (2011) y Galdós y Max Aub. Poéticas del realismo (2011), además de diversas ediciones críticas de las obras de Blasco Ibáñez, Clarín, Pereda, Valera, Unamuno, Valle-Inclán, Max Aub y, en especial, de Galdós, lo que le avala como un curtido galdosista. También pueden citarse sus trabajos conjuntamente con Alfonso Sastre y César Oliva.
A la guerra civil y el exilio dedicó Cultura y exilio. La revista «España Peregrina» (1976), «Romance». Una revista del exilio (1976), El exilio republicano en México. Las revistas literarias, 1939-1971 (1992; 2ª ed. 2007), Las cenizas del Fénix (1993),  Hipótesis sobre el exilio republicano de 1939 (1997; 2ª ed. 2005), y Diez ensayos sobre el exilio republicano de 1939 (2010).
En 2015 se le dedicó como homenaje al conjunto de su obra el libro Estudios de Literatura, Cultura e Historia Contemporánea en homenaje a Francisco Caudet editado por la UAM.